# 配位场理论
配位场理论（英語：Ligand field theory，首字母缩略字：LFT）是晶体场理论和分子轨道理论的结合，用以解释配位化合物中的成键情况。 与晶体场理论不同的是，配位场理论考虑配体与中心原子之间一定程度的共价键合，可以解释晶体场理论无法解释的光谱化学序列等现象。一般LFT选取的模型都为八面体构型，即六个配体沿坐标轴正负指向中心原子，以方便理解。

## 成键

### σ配位键

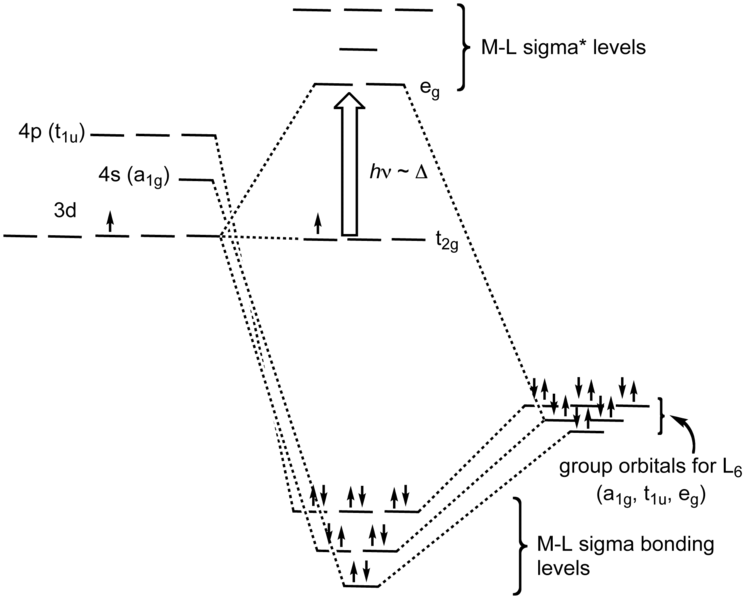
八面体配合物[Ti(H_{2}O)_{6}]^{3+}的σ分子轨道能级图。

八面体配合物中，六个配体从x、y和z正负轴指向中心原子，因此凡是有σ对称性的外层轨道都可能与配体孤对电子的外层σ轨道重叠形成σ键。s轨道、{\displaystyle p_{x}}、{\displaystyle p_{y}}、{\displaystyle p_{z}}和d轨道中的{\displaystyle d_{x^{2}-y^{2}}}、{\displaystyle d_{z^{2}}}六个轨道具有σ对称性，可以与六个配体的σ轨道形成六个σ成键轨道和六个σ*反键轨道。{\displaystyle d_{xy}}、{\displaystyle d_{xz}}和{\displaystyle d_{yz}}轨道（{\displaystyle t_{2g}}轨道）能级不变，成为非键轨道。
6个成键轨道分别记为{\displaystyle a_{1g}}、{\displaystyle t_{1u}}和{\displaystyle e_{g}}轨道，反键轨道则与其对应，记为{\displaystyle a_{1g}^{*}}、{\displaystyle t_{1u}^{*}}和{\displaystyle e_{g}^{*}}。一般配体的电负性较大，6个σ轨道能级较中心原子低，配体提供的孤对电子主要进入成键轨道中，而中心原子的d电子则主要进入{\displaystyle t_{2g}}非键和{\displaystyle e_{g}^{*}}反键轨道。由于{\displaystyle e_{g}^{*}}含有较多的d轨道成分，类似于晶体场理论中的{\displaystyle e_{g}}轨道，因此，{\displaystyle e_{g}^{*}}和{\displaystyle t_{2g}}轨道之间的能级差便成为分裂能，用配位场理论也得到了与晶体场理论相似的结果。

### π配位键
当中心原子和配体形成π配位键时，根据配位体性质的不同，有两种不同的π相互作用，会导致分裂能发生较大的变化。分别为：与配体未参与σ成键的p轨道成键，以及与配体的π或π*分子轨道结合。
中心原子含有π对称性的轨道包括{\displaystyle d_{xy}}、{\displaystyle d_{xz}}和{\displaystyle d_{yz}}，虽然它们不能与配体σ轨道组合，但是可以和配体π对称性的轨道组成分子轨道，形成π配位键。在单纯形成σ配键时，这些轨道只是非键轨道，能级变化很小。
当充满电子的配体p轨道和金属原子成键，例如F−、Cl−、OH−等配体与金属原子形成的配合物，配体的电子填充成键π分子轨道，中心原子的d({\displaystyle t_{2g}})轨道电子进入反键π*轨道，能量升高，是配合物的HOMO轨道。与单纯包含σ配键的配合物相比，Δ值变小，配合物易形成高自旋型，电子从配体流向中心原子，形成“正常的”π配键。
相反，当配体有低能级的空π*轨道和金属原子成键，例如CO、CN−、PR3等，原来的非键{\displaystyle t_{2g}}轨道变为π成键轨道，而{\displaystyle e_{g}}依然是反键σ*轨道。相比之下，Δ值增大，电子进入成键π分子轨道，看上去电子是从中心原子流向配体，因此称之为反馈π键。
晶体场理论只从静电作用考虑，认为{\displaystyle e_{g}}轨道直接指向配体，而{\displaystyle t_{2g}}则插入配体间的空挡中，得出{\displaystyle e_{g}}轨道能级高于{\displaystyle t_{2g}}轨道的结论。而配位场理论（分子轨道理论）则以中心原子和配体原子轨道叠加来考虑：
- 在纯σ配合物中，{\displaystyle e_{g}}是σ*反键轨道，{\displaystyle t_{2g}}是非键轨道；
- 对于π轨道充满电子形成的配合物，{\displaystyle e_{g}}保持σ*反键轨道，{\displaystyle t_{2g}}变为π*反键轨道，Δ变小；
- 对于有空π*轨道的配体形成的配合物，{\displaystyle e_{g}}仍保持σ*反键轨道，{\displaystyle t_{2g}}变为π成键轨道，Δ值增大。因而从配位场理论也可得到类似的结论。

## 高和低自旋及光谱化学序列
配体的电子充填六个成键轨道，金属的d电子进入非键轨道或反键轨道中，非键与反键之间的能级差称为分裂能Δo（o代表八面体），受以下两个因素影响：
- 配体与中心原子之间的σ配键强弱

若配体为强的σ电子给予体，则Δ值较大。
- 配体与中心原子之间的π相互作用

若配体为强的π电子接受体，可形成强的反馈π键，则Δ值增大。
电子组态为{\displaystyle d^{4}}-{\displaystyle d^{7}}的金属配合物自旋态会受分裂能大小影响。电子填充到非键和反键轨道中时，若电子优先成对排到非键轨道中，则称为低自旋态；若电子优先进入反键轨道，而后成对，则称为高自旋态。较大的分裂能常导致低自旋态，而较小的分裂能则常导致高自旋态。具体请参见晶体场理论#高自旋和低自旋。
光谱化学序列由光谱数据衍生出，根据分裂能Δ的大小来衡量配体的“强度”。由配位场理论可知，弱场配体都是π电子给予体（如I−），强场配体都是π电子接受体（如CN−和CO），而配体如H2O或NH3则处于中间，π相互作用很弱。 
I− < Br− < S2− < SCN− < Cl− <  NO3− < N3− < F− < OH− < C2O42− < H2O < NCS− < CH3CN < py (吡啶) <  NH3 < en (乙二胺) < bipy (2,2'-联吡啶) < phen (1,10-邻菲啰啉) < NO2− < PH3 < CN− < CO

## 历史
配位场理论是20世纪三四十年代时，在晶体场理论的基础上，同时结合分子轨道理论建立起来的。晶体场理论假设配位键由中心原子与配体之间的静电吸引组成，忽视其中的共价性，因此无法解释光谱化学序列和中性配体（如N2和CO）形成的配合物。配位场理论则弥补了这些不足。

## 外部連結
- Crystal-field Theory, Tight-binding Method, and Jahn-Teller Effect （页面存档备份，存于） in E. Pavarini, E. Koch, F. Anders, and M. Jarrell (eds.): Correlated Electrons: From Models to Materials, Jülich 2012, ISBN 978-3-89336-796-2